# ナーブルスチーズ
ナーブルスチーズ(Nabulsi)、別名ナーブルシー、ジブン・ナーブルシーは中東地域で多数作られているホワイト・ブライン・チーズの一種で、パレスチナのナーブルスを発祥とするものである。発祥地で、名前の由来であるナーブルスをはじめとするパレスチナのヨルダン川西岸地区及びその周辺地域でよく知られている。ナーブルスチーズはアッカウィチーズとともにヨルダンで食されている主要なチーズである。現在ではシリアなどの地域でも作られており、アラブ首長国連邦などでも食されている。

## 製法

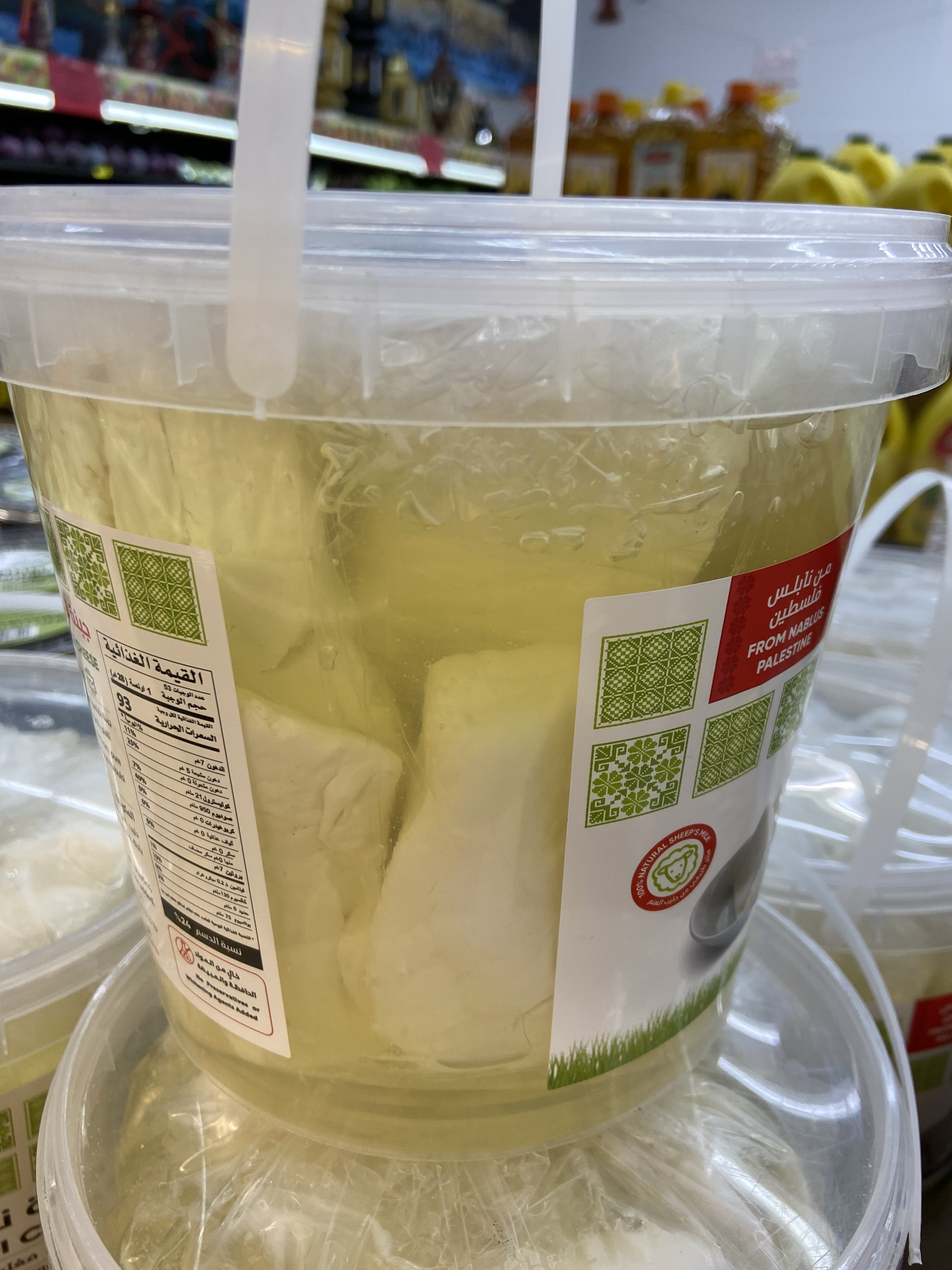
食塩水（ブライン）に浸けられた状態で、常温販売されるナーブルスチーズ

主に羊乳から作るが、山羊乳から作ることもある。あまり高品質と見なされていないものについては、牛乳を原料とする粉ミルクを加えて作ることもある。山羊や羊の乳が入手しやすい春に作られることが多いが、保存がきくため季節を問わず食すことができる。やはりパレスチナのチーズであるアッカウィチーズと同じような工程で作られるが、ナーブルスチーズは最後に茹でる工程を含むのが特徴である。茹でる際には、沸かした塩水（ブライン）に、伝統的にはマハレブやマスティックなどのスパイスを加えて香味をつけ、そこにカードを入れて加熱する。茹で上がった後はニゲラシードをまぶしさらなる風味を加えることもあり、そして塩水に浸した状態で保存・加塩・熟成がされる。これによって常温の長期保存が可能になるが、大変塩辛いチーズになる。ナーブルスチーズは白く四角い形をしたセミハードチーズであり、炭酸ガスなどによってできる気泡の穴は無い。羊や山羊の乳から作るチーズとしては典型的なものだが、黒い点になって表面に見えるニゲラシードなどのスパイスと塩水による熟成によって、ナーブルスチーズにはスパイシーな風味がある。

## 調理法
大変塩辛いので、通常は調理や食される前に水に浸けて塩抜きが行なわれる。熱すると柔らかく、弾力に富んだ食感になるが、ハルーミなどと同様、焼いても完全に溶けてしまうことはない。ほとんどの料理ではハルーミのかわりに使うことができると言われている。食感についてはよく伸びるため、モッツァレッラに似ていると言われることもある。塩味の強いテーブルチーズとしてそのまま食べるほか、油で揚げて食べることもできる。オムレツなどに入れたり、サラダに入れることもある。フランスパンなどに挟んでサンドイッチにすることもでき、塩味がきつい場合にはジャムなどを添えることもある。
パレスチナのデザートであるクナーファの主要な材料でもある。ナーブルスのクナーファは非常に細い麺のようなカダイフを細かく砕いた生地の間にナーブルスチーズを挟んで熱するものである。きつね色になるくらいまで金属製調理用トレイとガスバーナー（業務用バーナーの中には回転する特製のものもある）等で焼き上げ、熱いうちに室温か冷たいローズウォーターかオレンジフラワーウォーターで風味を付けたアタール（シロップ）や蜂蜜をかけ甘く味付けしてから食べられる。ナーブルスのクナーファは「チーズとその塩分を取る水がいいため」美味であると評され、地元の名物として有名になっている。2009年6月にはナーブルスにて600キロ近いナーブルスチーズに300キログラムの砂糖、35キログラムのピスタチオを用いて、長さが75メートルほど、幅が2メートル、重さは1350キロもある巨大なクナーファが作られ、ギネスブックに登録されたこともある。クナーファ用のパレスチナ産ナーブルスチーズは珍重されており、製菓用としてドバイなどにも輸出されている。